# Acraea fasciola
Acraea fasciola är en fjärilsart som beskrevs av Le Doux 1923. Acraea fasciola ingår i släktet Acraea och familjen praktfjärilar. Inga underarter finns listade i Catalogue of Life.